# Colletes birkmanni
Colletes birkmanni is een vliesvleugelig insect uit de familie Colletidae. De wetenschappelijke naam van de soort is voor het eerst geldig gepubliceerd in 1906 door Swenk.